# Вайсенгорн
Вайсенгорн (нім. Weißenhorn) — місто в Німеччині, знаходиться в землі Баварія. Підпорядковується адміністративному округу Швабія. Входить до складу району Ной-Ульм.
Площа — 53,69 км2. Населення становить 13 699 ос. (станом на 31 грудня 2020).